# ラチェット (楽器)

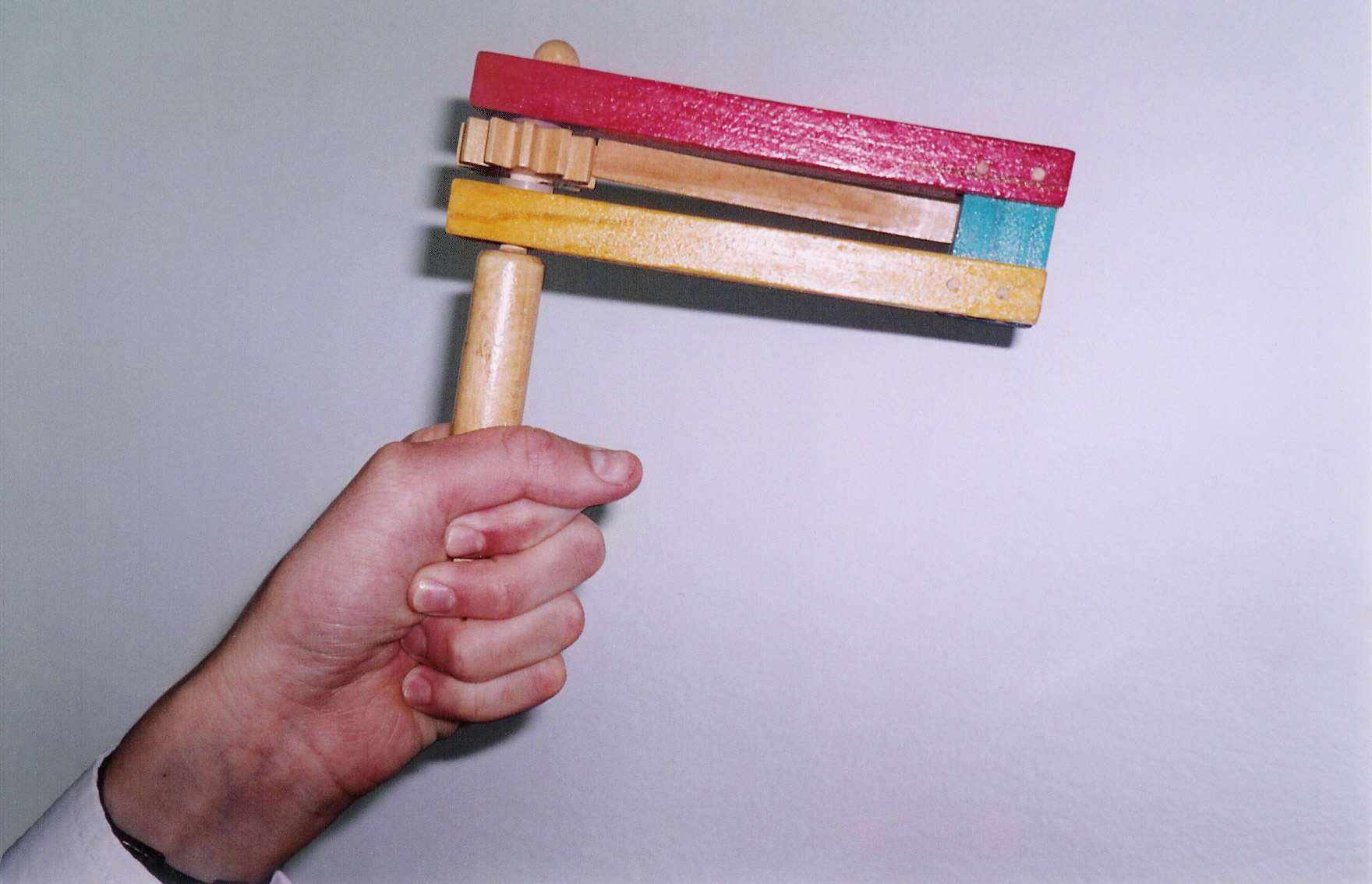
ラチェット

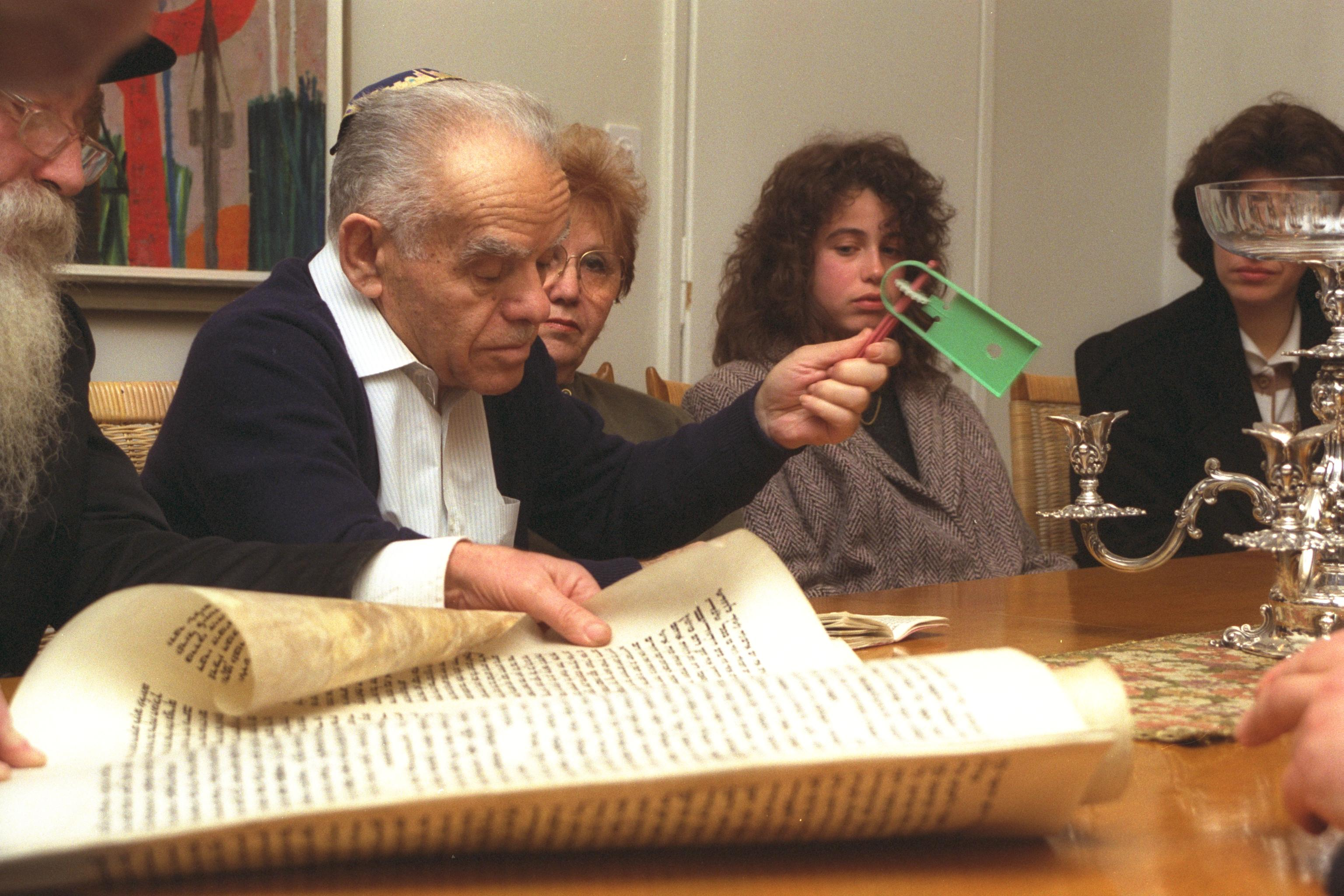
プーリームでの使用

ラチェット（英: ratchet、独: Ratsche、仏: crécelle、伊: raganella、イディッシュ語: גראַגער）は、体鳴楽器のひとつ。ラットルに分類される。打楽器奏者が演奏する。
歯車と、薄い木片などの舌から成る。舌の一方を固定し、他方に歯車を合わせる。歯車が回転すると、歯車の歯が舌をはじき（ラチェット機構）、これによって音がでる。これが継続するため、大きながらがらとした音がする。
全体を手などで保持して、歯車をハンドルで回して音を出すもの（ハンドル式）と、ハンドルをつかんで全体を振り回して音を出すもの（振り回し式）がある。
ユダヤ教のプーリームの祭りでよく使われる楽器であり、この祭りでエステル記を読む時に、ハマンの名前を言いながら、この楽器を鳴らして発声をかき消す慣習がある。
日本の民芸にも良く似た楽器が見られ、歌舞伎の下座音楽にも用いられている。

## 使用例
- アンゲラー：おもちゃの交響曲
- カール・オルフ：カルミナ・ブラーナ
- ベートーヴェン：ウェリントンの勝利 - マスケット銃の代用で使う。
- チャイコフスキー：バレエ『くるみ割り人形』 - 人形が夜中に動き出す場面で使用。
- R・シュトラウス：交響詩『ティル・オイレンシュピーゲルの愉快な悪戯』
- レスピーギ：交響詩『ローマの松』『ローマの祭』
- ヨーゼフ・シュトラウス：ポルカ『おしゃべりなかわいい口』